# Bobby Bonds
Pour les articles homonymes, voir Bonds.
Bobby Lee Bonds (né le 15 mars 1946 à Riverside, Californie, mort le 23 août 2003 à San Carlos, Californie) était un joueur de la Ligue majeure de baseball. Il fait partie des joueurs ayant frappé 30 coups de circuit et ayant volé 30 buts pendant la même saison. Il a répété cette performance lors de cinq saisons, un record partagé avec son fils Barry Bonds.
Il est aussi parmi les joueurs ayant frappé 300 coups de circuit et ayant volé 300 buts pendant sa carrière, en compagnie d'André Dawson, Steve Finley, Willie Mays, Reggie Sanders et son fils Barry Bonds. Au moment de sa retraite, il détenait le record du plus grand nombre de circuits en carrière pour un frappeur de début de partie (35) et lors d'une saison (11). Ces record ont été battus par Rickey Henderson et Brady Anderson.

## Palmarès
- Meilleur joueur du match des étoiles (1973)
- Membre de l'équipe des étoiles (1971, 1973, 1975)
- Il remporte le gant doré en 1971, 1973 et 1974
- 461 buts volés (42e de l'histoire des ligues majeures)
- 169 retraits sur les buts (12e de l'histoire des ligues majeures)
- Membre du club 300-300

## Statistiques en carrière
| Statistiques de frappeur |            |            |      |      |      |      |     |    |     |      |     |     |     |      |       |       |       |
|                          |            |            | G    | AB   | R    | H    | 2B  | 3B | HR  | RBI  | SB  | CS  | BB  | SO   | BA    | OBP   | SLG   |
| Totaux                   | 14 saisons | 14 saisons | 1849 | 7043 | 1258 | 1886 | 302 | 66 | 332 | 1024 | 461 | 169 | 914 | 1757 | 0,268 | 0,353 | 0,471 |